# Libnotes (Paralibnotes) mopsa
Libnotes (Paralibnotes) mopsa is een tweevleugelige uit de familie steltmuggen (Limoniidae). De soort komt voor in het Australaziatisch gebied.